# Okroglo, Kamnik
Okroglo je naselje v Občini Kamnik.

## Zgodovina
Okroglo pri Kamniku sodi k starejšimi naseljem. V arhivskih zapisih se kraj prvič omenja leta 1301 skupaj z Županjevimi Njivami v zapisu villa que Ammansacher dicitur. Takrat je Elizabeta Gallenberška dovolila mekinjskemu kaplanu, da zapusti svoje štiri kmetije v Županjih Njivah ter po eno v Nevljah in v Okroglem samostanu v Mekinjah.